# ТЕС Сухар
ТЕС Сухар – теплова електростанція в Омані, розташована на північному заході країни у індустріальній зоні Сухар. Споруджена за технологією комбінованого парогазового циклу.
У 2006-му на майданчику станції запустили в роботу три газові турбіни потужністю по 134 МВт. Наступного року їх доповнили трьома котлами-утилізаторами, котрі живлять парову турбіну потужністю 220 МВт.
Частина пари з котлів-утилізаторів спрямовується на інтегрований зі станцією завод з опріснення води потужністю 150 тис м3 на добу (чотири лінії по 37,5 тис м3), котрий використовує технологію багатостадійного випаровування (Multi Stage Flash). Також це виробництво забирає для своїх потреб 31 МВт електричної потужності, що зменшує номінальний показник парогазового енергоблоку з 621 МВт до 590 МВт.
Як паливо станція використовує природний газ, постачений по трубопроводу Сайх-Равл – Фахуд – Сухар.
Проект реалізували через компанію Sohar Power Company SAOG. Наразі її учасниками є французька GDF SUEZ (35%), інвестиційний фонд зі штаб-квартирою у Дубаї MENA Infrastructure (20%), місцева SOGEX Oman та пенсійний фонд Міністерства оборони Оману (по 5%), а також приватні інвестори.